# Перикопа
Перико́па або Перікóпа (грец. περικοπή, «вирізати», «згортання») — визначені для читання місця Писання або ж це фрагмент, короткий або довгий, узятий із тексту, що має повне значення. Це жіноче слово. Тлумачний словник португальської мови Хуайса (порт. Houaiss) визначає його як «уривок із книги, що використовується для транскрипції або для інших цілей», а також як «біблійних уривків, які використовується для читання під час богослужіння чи проповіді». Як риторичний об'єкт це означає витяг із тексту, що утворює єдність або цілісну думку. Він часто посилається на біблійні уривки і широко використовується в літургіях та релігійних службах християнських церков. Деякі відомі приклади біблійних перикопів: «Перикопа Христос і перелюбниця» в Євангелії від Івана 7:53, 8:1-11; «Перикопа з весілля Кани» в Євангелії від Івана 2:1-11; «Перикопа Преображення» в Євангелії від Луки 9:28-36.

## Дивись також
Зачало
Христос і грішниця (епізод Євангелія) — перикопа
Притчі Ісуса Христа